# Saint-Bard
Saint-Bard é uma comuna francesa na região administrativa da Nova Aquitânia, no departamento de Creuse. Estende-se por uma área de 9,36 km². Em 2010 a comuna tinha 103 habitantes (densidade: 11 hab./km²).